# AIDAvita
Le MS AIDAvita est un navire de croisière appartenant à la société Aida Cruises du groupe de croisières la Carnival corporation & PLC.